# Linariantha
- Commons
- Wikispecies

Linariantha B.L.Burtt & R.M.Sm., segundo o Sistema APG II, é um gênero botânico da família Acanthaceae.

## Espécie
Apresenta uma única espécie:
- Linariantha bicolor B.L.Burtt & R.M.Smith
- «Lista das espécies»

## Nome e referências
Linariantha B.L.Burtt & R.M. Smith, 1965

## Classificação do gênero
| Sistema | Classificação                       | Referência            |
| ------- | ----------------------------------- | --------------------- |
| APG II  | Ordem Lamiales, família Acanthaceae | APweb, versão 9, 2008 |